# آلبرتو لوئیز دی سوزا
آلبرتو لوئیز دی سوزا (به پرتغالی: Alberto Luiz de Souza) مهاجم اهل برزیل است که در شهر کامپوگرانده و در تاریخ ۲۷ آوریل ۱۹۷۵ به دنیا آمده‌است.
آلبرتو لوئیز دی سوزا در تیم‌های فوتبال Ituano سابقهٔ حضور دارد.